# فيتا كولا
فيتا كولا هو مشروب كولا يصنع في ألمانيا وهو أقل حلاوة من العفرى كولا كوكا كولا وبيبسي وله قوام أكثر سمكًا قليلاً بسبب استخدامه للحمضيات والزيوت العطرية الأخرى في مكونات صنعه. في عام 2018 تم بيع 89 مليون ليتر من المشروب.